# Nancy-sur-Cluses
Nancy-sur-Cluses è un comune francese di 454 abitanti situato nel dipartimento dell'Alta Savoia della regione dell'Alvernia-Rodano-Alpi.

## Società

### Evoluzione demografica
Abitanti censiti